# Unreal Tournament (anulowana gra komputerowa)
Unreal Tournament – gra komputerowa z gatunku strzelanek pierwszoosobowych wyprodukowana przez Epic Games. Jest dziewiątą grą w serii Unreal i piątą w serii Unreal Tournament. Jest to pierwsza odsłona od czasu Unreal Tournament III z 2007 roku.  Wykorzystując Unreal Engine 4, gra została udostępniona za darmo na systemy Microsoft Windows, macOS i Linux. Wydana jako wersja alfa w 2014 roku, nie doczekała się finalizacji, przede wszystkim z powodu koncentracji Epic Games na Fortnite Battle Royale.

## Rozwój
Rozwój Unreal Tournament był otwarty na wkład społeczności. Epic Games angażowało się w dialog z użytkownikami przez fora internetowe i transmisje na żywo na Twitchu, by dzielić się aktualnościami. Kod źródłowy gry został opublikowany na GitHubie. Prace nad grą zakończyły się w lipcu 2017 roku, gdy zespół przeszedł do pracy nad Fortnite, a oficjalne ogłoszenie o zakończeniu projektu nastąpiło w grudniu 2018 roku. Gra pozostała dostępna w wersji z czerwca 2017 roku (wersja 0.1.12) do momentu zamknięcia serwerów 24 stycznia 2023 roku, co spowodowało jej niedostępność.

## Proponowany model biznesowy
Choć gra nigdy nie została ukończona, Epic Games wydało kilka oświadczeń, w których opisali swój proponowany model biznesowy dla tytułu. Miała być dostępna za darmo, odzwierciedlając fakt, że była częściowo tworzona przez społeczność wolontariuszy, bez mikrotransakcji ani przedmiotów wpływających na rozgrywkę. Aby sfinansować grę, Epic planowało stworzyć rynek, na którym deweloperzy, modderzy, artyści i gracze mogliby kupować i sprzedawać modyfikacje oraz zawartość. Zyski z tego rynku miały być dzielone między twórcę zawartości a Epic. 